# Ananda Shankar
Ananda Shankar Roy (Almora, 11 dicembre 1942 – 26 marzo 1999) è stato un cantautore e musicista indiano.

## Biografia
Figlio dei ballerini Uday Shankar e Amala Shankar, era fratello dell'attrice Mamata Shankar. Inoltre era nipote del grande suonatore di sitar, Ravi Shankar.
Verso la fine degli anni '60 si trasferisce per lavoro a Los Angeles. Dopo aver firmato un contratto con la Reprise Records, pubblica alcuni brani di successo come le cover di Light My Fire dei The Doors e Jumpin' Jack Flash dei The Rolling Stones.
La sua carriera musicale va avanti negli anni '70 e '80, mentre negli anni '90 si dedica anche all'attività di disc jockey in Inghilterra. Muore a causa di un infarto nel 1999.

## In altri media
Nel 2005 il suo brano Raghupati viene inserito nella colonna sonora del videogioco Grand Theft Auto: Liberty City Stories.
Nel periodo 2010-2011 diversi suoi brani vengono inseriti nella musica della serie televisiva Outsourced.

## Discografia
- 1970 - Ananda Shankar
- 1975 - Ananda Shankar and His Music
- 1977 - India Remembers Elvis
- 1977 - Missing You
- 1978 - A Musical Discovery of India
- 1981 - Sa-Re-Ga Machan
- 1984 - 2001
- 1992 - Temptations
- 1995 - Ananda Shankar: Shubh- The Auspicious
- 1999 - Ananda
- 2000 - Arpan
- 2000 - Walking On (con State of Bengal)
- 2005 - Ananda Shankar: A Life in Music - The Best of the EMI Years